# Миколай Радзивілл (Рудий)
Микола́й Радзиві́лл на прізвисько «Рудий» (лит. Mikalojus Radvila Rudasis, пол. Mikołaj Radziwiłł Rudy; 1512, Київ — 27 квітня 1584, Вільнюс) — державний, військовий і політичний діяч Великого князівства Литовського. Представник литовського роду Радзивіллів гербу Труби. З 1547 року — князь Священної Римської імперії «на Біржах і Дубінках»). Швагер та довірена особа короля, великого князя Сигізмунда II Августа.

## Біографія
Син великого гетьмана литовського Юрія Радзивілла «Геркулеса», брат польської королеви Барбари Радзивілл. Двоюрідний брат великого канцлера литовського Миколи Радзивілла «Чорного» (щоб не плутати тезок, двоюрідні брати отримали прізвиська «Рудий» і «Чорний»).
У 1547 році отримав від імператора Карла V титул князя. Здобув освіту за кордоном.
Одним з перших серед впливових магнатів прийняв кальвінізм, справив значний вплив на поширення й пропаганду реформаційних ідей. Запрошував закордонних вчених-протестантів, заснував вищу школу для кальвіністської молоді.
У 1569 році був противником Люблінської унії, прихильником збереження самостійности Великого князівства Литовського. Після смерти Сигізмунда II Августа був фактичним главою Великого князівства Литовського.
Був відомим полководцем. З 1561 року брав участь в Лівонській війні. Під час компанії короля Стефана Баторія взяв Венден, Великі Луки. Брав участь в облозі Пскова.
Його подвигам присвячена латиномовна поема «Радзивілліада» Яна Радвана.
Був похований правдоподібно влітку 1587 р.; за іншими даними, у 1588 р. в кальвінському зборі Дубинок.

## Посади
Підчаший литовський в 1544—1551, ловчий великий литовський в 1546—1554, воєвода троцький у 1550—1566 і віленський у 1566—1579, великий гетьман литовський у 1553—1566 і з 1577, великий канцлер литовський у 1566—1579.

## Родина
У 1541 році Микола Радзивілл «Рудий» одружився з Катажиною Томицькою (пом. 1551), дочкою підкоморія каліського Яна Томицького. Діти:
- Микола Радзивілл (1546—1589) — воєвода новогрудський, зять Костянтина Вишневецького
- Христофор Микола Радзивілл «Перун» (1547—1603), великий гетьман литовський
- Барбара Радзивілл, померла в дитинстві.